# Cleistanthus praetermissus
Cleistanthus praetermissus är en emblikaväxtart som beskrevs av Andrew Thomas Gage. Cleistanthus praetermissus ingår i släktet Cleistanthus och familjen emblikaväxter. Inga underarter finns listade i Catalogue of Life.